# Sinopodisma sanqingshana
Sinopodisma sanqingshana is een rechtvleugelig insect uit de familie veldsprinkhanen (Acrididae). De wetenschappelijke naam van deze soort is voor het eerst geldig gepubliceerd in 2007 door Liang & Jia.